# Véronique Seremes
Véronique Seremes, née en 1976, est la première pilote maritime des Antilles et la seconde en France. Elle exerce en Martinique dans le port de Fort-de-France.

## Biographie
Véronique Seremes est originaire de Pointe-Noire en Guadeloupe. C'est une petite fille de marin-pêcheur. Elle effectue deux années de prépa scientifique en Guadeloupe, puis elle entre sur titre en deuxième année à l’École Nationale Supérieure Maritime, au Havre en 1995,.
Elle est titulaire du plus haut brevet de la marine marchande. En 2000, Elle est capitaine de 1re classe. Lorsque Michel Joseph-Mathurin, président de la station de pilotage de Martinique part à la retraite et dans l'optique de maintenir l’effectif des pilotes à la station, la direction de la mer organise des épreuves de nature à départager deux candidats pour le poste ouvert. Elle est choisie après une période de 6 mois de stage,.

## Carrière
Véronique Seremes travaille en tant qu'officier en chef pour la compagnie de ferries SNCM à Marseille qui assure le transport de passagers et de fret avec la Corse. Elle pilote des navires scientifiques qui étudient les fonds marins pour Genavir, une compagnie de navigation maritime,,,. C'est ainsi qu'elle navigue à Nouméa, en Australie, à Taïwan, en Chine pendant une quinzaine d'années.
À 38 ans, en 2014, elle prend ses nouvelles fonctions de pilote maritime à la station autonome de pilotage de Martinique et intègre l'équipe de quatre pilotes qui exercent à Fort-de-France,  au Marin, à Bellefontaine ou au Robert. Ils guident les commandants des navires de plus de 50 mètres pour les manœuvres d'entrée et de sortie d'un port.